# كورينا
كورينا (بالإغريقية: Κόριννα) هي شاعرة غنائية إغريقية من بلدة تناغرا، بمقاطعة بيوتيا. وصفها الكاتب الأمريكي هربرت وير سميث بثاني أشهر شاعرة في اليونان القديمة بعد صافو. رغم أن الشواهد العتيقة تشير إلى أنها كانت من معاصري بندار (الذي عاش في الفترة 522-443 ق. م.) لكن بعض المؤرخين المعاصرين يشككون في صحة تلك الرواية، ويرى البعض الآخر أنها عاشت في العصر الهلنستي (من 323 إلى 31 ق. م.). لم ينجُ من أعمالها سوى أجزاء متفرقة، وهي تتمحور حول الأساطير الشعبية التي تعود في أصولها إلى بيوتيا. تحظى قصائدها باهتمام بالغ بصفتها إحدى شاعرات اليونان القديمة القلائل اللاتي ما تزال أعمالهن محفوظة حتى الآن.

## حياتها
ولدت كورينا ببلدة تناغرا في بيوتيا، وهي ابنة أكيلودوروس وبروكراتيا على حد قول موسوعة سودا البيزنطية. واستنادًا على الروايات القديمة فقد عاشت خلال القرن الخامس قبل الميلاد. ومن المفترض أنها عاصرت بندار: فإما أنها كانت معلمته، أو أنها كانت زميلة لبندار، إذ تعلم كلاهما الشعر على يد ميرتيس الأنثيدوني. ويُحكى أن كورينا كانت تنافس بندار في الشعر وأنها غلبته في مبارزة واحدة على الأقل، بينما تزعم بعض المصادر أنها غلبته خمس مرات.
اختلف المؤرخون بشأن دقة التسلسل التاريخي الأصلي لحياة كورينا منذ مطلع القرن العشرين. ففي عام 1930 قال إدغار لوبل إن اللغة المستخدمة في قصائد كورينا الناجية تبدو أقرب إلى عصر متأخر عن العصر الذي تقترحه الرواية الأصلية، وإنه لا يوجد مبرر للاعتقاد القائل بأن كورينا كانت تسبق منتصف القرن الرابع بفترة كبيرة، إذ أن طريقة الكتابة المحفوظة في برديات قصائد كورينا تتماشى أكثر مع خصائص هذا العصر. وفي الوقت الحاضر يقترح المؤلف مارتن ويست أن تاريخ حياتها يعود لأواخر القرن الثالث ق. م.، بينما يتخذ دبليو. هندرسون موقفًا وسطيًا بين التاريخ الذي اقترحه مارتن وبين السرد التاريخي للرواية الأصلية. أما ديفيد كامبيل فهو يكاد يجزم أن قصائدها تنتمي إلى القرن الثالث قبل الميلاد. ذلك بينما يدعم بعض الفقهاء الآخرون الرواية الأصلية مثل أرشيبالد ألن وجيري فريل. ومن ناحية أخرى ألّف ططيانوس الآشوري مقالة بعنوان «خطبة ضد الإغريق» تتحدث عن منحوتة كورينا التي نحتها سيلانيون، ومن خلالها يمكن تحديد فترة حياة كورينا بنسبة خطأ بسيطة، لكن البعض يشكك في صحة تلك المقالة. ومن هنا نجد أن الأدلة ما تزال غير حاسمة.

## أشعارها
كانت كورينا تتفنن في الشعر الغنائي مثل بندار، ونرى ذلك واضحًا في تضرعها إلى تيربسيكوري آلهة الرقص والغناء في إحدى القصاصات من أشعارها. وعلى حد زعم موسوعة سودا كتبت كورينا خمسة مؤلفات شعرية بلهجة أهل بيوتيا، ورغم ذلك تتشابه لغتها مع لغة الملاحم الإغريقية من ناحية الشكل واختيار الكلمات. وإن صح القول بأنها كانت معاصرة لبندار فإن استخدام اللهجة الدارجة المحلية في أعمالها الأدبية يُعد عادة بالية متخلفة عن زمانها بالتوازي مع كتابات ألكمان وستسيكرس، بينما كان كلًا من بندار وبقليدس يكتبان باللهجة اليونانية الدوريكية. ومن ناحية أخرى إذا كانت كورينا تنتمي للعصر الهلنستي فمن المرجح أن أعمالها تتماشى مع قصائد ثيوقريطس.
وصلنا 42 قصاصة من قصائد كورينا في عصرنا الحالي، ولكن لم يُعثر على أي قصيدة مكتملة حتى الآن. عُثر على أهم ثلاثة أجزاء من قصائدها محفوظة على أوراق البردي المكتشفة في مواقع مدينة هيرموبوليس (التي تقع حاليًا بالقرب من قرية الأشمونين في المنيا) وأوكسيرينخوس الواقعتين في مصر، ويعود تاريخهما إلى القرن الثاني الميلادي. بينما عُثر على معظم القصاصات القصيرة في كتابات النحاة المهتمين بأعمال كورينا.
تتسم لغة كوينا بالوضوح والبساطة وخلوها من الزخرفات الأدبية، وهي تميل إلى استخدام الأوزان الشعرية البسيطة، إذ تهتم قصائدها بسرد الحكايات في المقام الأول عوضًا عن صياغة الجمل المتشابكة الصعبة. ويتسم أسلوبها بالسخرية أو المزاح مقارنة بلهجة بندار الجادة.
تعتمد معظم قصائدها على إعادة صياغة الروايات الأسطورية، وعلق ديريك كولنز عن ذلك قائلًا: «أكثر خاصية مميزة في شعر كورينا هي الإبداع في إعادة سرد الأساطير». وتحكي إحدى الروايات القديمة أن كورينا كانت تعتبر الأساطير مادة خصبة مناسبة للشعر، وأنها عاتبت بندار على عدم اهتمامه بها بالقدر الكافي. وطبقًا لتلك الرواية فقد ملأ بندار إحدى قصائده بالأساطير ردًا على عتاب كورينا. وتهتم قصائدها بالأساطير المحلية، إذ تحكي قصائدها عن أساطير أوريون وأوديب وحرب السبعة ضد ثيفا. وتُستثنى قصيدة «أوريستس» من ذلك لكونها متعلقة بأسطورة نشأت في مكان آخر غير بيوتيا.
تُبين لنا قصيدة «بنات أسوبس» وقصيدة «تيربسيكوري» اهتمام كورينا الشديد بعلم الأنساب. وتتشابه أعمال هسيودوس مع قصائد كورينا في هذا الصدد، وبالأخص قصيدة «دليل النساء»، إلى جانب عدة أعمال أخرى تهتم بعلم الأنساب وتعود إلى العصور العتيقة مثل «أسيوس الساموسي» و«أيموليوس الكورنثي». أما ثالث أهم أعمال كورينا الناجية التي تحكي عن صراع جبل سيثرون مع جبل هيليكون فعلى ما يبدو أنه تأثر أيضًا بقصائد هسيودوس الذي حكى هو الآخر عن تلك الأسطورة.
ترى الكاتبة مارلين سكنر أن شعر كورينا ينتمي إلى مدرسة «الشعر النسائي» في اليونان القديمة، ولكنها تختلف بدرجة كبيرة عن مفهوم صافو عن هذا النوع من الشعر. فرغم أن قصائدها من تأليف امرأة فهي تحكي الروايات من منظور منظومي أبوي بحت، وتصف حياة النساء من منظور ذكوري.

### إلقاء القصائد
يحيط الشك بالظروف التي أُلقيت فيها قصائد كورينا أمام العامة، وصارت محل جدل واسع من قبل الفقهاء والمؤرخين. ومن الراجح أن بعض قصائدها أُلقيت على مسمع جمهور مختلط من كلى الجنسين حتى وإن كانت بعض قصائدها تستهدف جمهور النساء فقط. تقترح سكنر أن أغاني كورينا لُحنت وأُلقيت من قبل فرقة غنائية من البنات اليافعات في الاحتفالات الدينية. ومن المحتمل أن قصائدها أُلقيت أيضًا في أثناء الاحتفالات التي تُقام في الأماكن المذكورة في قصائدها.

## ردود الأفعال والآراء
من الواضح أن كورينا كانت تحظى باحترام كبير في بلدتها الأصلية تناغرا. حكى باوسانياس عن وجود تمثال لها في أحد شوارع البلدة ولوحة لها في الجيمناسيون. وحكى ططيانوس الآشوري في أحد كتاباته أن النحات الإغريقي سيلانيون صنع لها نحتًا. وكانت قصائد كورينا تحظى بشعبية واسعة في خلال مطلع تاريخ الإمبراطورية الرومانية. يعود تاريخ أقدم إشارة لكورينا إلى القرن الأول الميلادي في كتاب الشاعر أنتيباتير السالونيكي، إذ ذكرها كإحدى «الآلهات الفانيات التسعة». وقد علّق العالم الإغريقي ألكسندر بوليهستر عن أعمالها.
ولكن النقاد المعاصرين يميلون إلى تجاهل قصائدها ونعتها بالرتابة والفتور. بينما يرى الكاتب أثاناسيوس فيرجادوس أن سبب تضجر النقاد المعاصرين من كورينا هو اهتمامها الحصري بأساطير بيوتيا ما يوحي بأن كتاباتها مقيدة بنطاق ريفي وبأنها أديبة من الدرجة الثانية. رغم ذلك تحظى أعمال كورينا باهتمام مؤرخي الأدب النسوي كأحد الأمثلة القليلة الناجية من الشعر الإغريقي النسائي.

## وصلات خارجية
- كورينا على موقع الموسوعة البريطانية (الإنجليزية)